# Gmina Kodeń
Die Gmina Kodeń ist eine Landgemeinde im Powiat Bialski der Woiwodschaft Lublin in Polen. Ihr Sitz ist das gleichnamige Dorf mit etwa 1800 Einwohnern.

## Geographie
Wichtigstes Gewässer der Gmina ist der Bug, der die Grenze zu Belarus bildet.

## Gliederung
Zur Landgemeinde (gmina wiejska) Kodeń gehören folgende 16 Dörfer mit 19 Schulzenämtern (sołectwo):
Dobratycze
Dobromyśl
Elżbiecin
Kąty
Kodeń I
Kodeń II
Kodeń III
Kopytów
Kopytów-Kolonia
Kostomłoty I
Kostomłoty II
Kożanówka
Okczyn
Olszanki
Szostaki
Zabłocie
Zabłocie-Kolonia
Zagacie
Zalewsze
Weitere Ortschaften sind:
Dobratycze (osada), Kostomłoty (osada), Haczki und Rapcze.